# Edu Falaschi
Eduardo Teixeira da Fonseca Vasconcellos, mais conhecido como Edu Falaschi (São Paulo, 18 de maio de 1972), é um cantor, compositor e produtor musical brasileiro de renome internacional.
Após integrar os grupos Angra, Mitrium, Venus, Symbols e Almah, o músico atualmente está em carreira solo tocando suas canções próprias e os clássicos de sua época de Angra.
Ao longo da carreira, já vendeu mais de um milhão de discos, tem quinze álbuns gravados, diversas turnês mundiais, tocando em diversos festivais como Rock in Rio (2011 e 2013), Wacken, Sweeden Rock, Monsters of Rock, Prog Power, Rock Machina, Gods of Metal; além de ser criador de composições marcantes como "Nova Era", "Heroes of Sand", "Bleeding Heart", "Wishing Well", "Spread Your Fire", “Arising Thunder”, "Lease of Life" e "Angels and Demons".
Edu Falaschi foi eleito pela revista Burrn do Japão como um dos 5 melhores cantores de metal do mundo cinco vezes consecutivas, assim como suas composições "Nova Era" e "Spread Your Fire" receberam o prêmio de melhor composição do mundo nos anos de 2001 e 2004 respectivamente pela mesma revista.
Edu Falaschi também ministra workshops de técnicas vocais e faz palestras corporativas pelo Brasil.

## Biografia

### Início de carreira e Mitrium
Desde sua infância, Edu mantinha contato com a música, pelo fato de muitos familiares de seu pai serem músicos. Com isto, sempre participava de reuniões com os mesmos. Porém, não mantinha interesse pelo canto, mesmo sendo fã de cantores como Ronnie James Dio (Black Sabbath) e Bruce Dickinson (Iron Maiden). Aos 14 anos, ganhou seu primeiro violão.
Edu chegou a ser baterista de uma banda de blues com seus amigos. Posteriormente foi baixista e guitarrista de uma banda de covers da Baixada Santista, chegando a fazer vocais de apoio. No segundo semestre de 1989, participou do festival de música F.I.C.O, promovido pelo Colégio Objetivo, junto a alguns amigos da escola e garantindo a classificação em terceiro lugar. Alguns membros da banda decidiram investir em um repertório próprio e, com isto, surgiu em 1990 o grupo Mitrium.
Por volta de 1991, a banda gravou sua primeira demo tape, com a canção "Just Remember". Em 1992, outra fita demo foi gravada, com as canções "The Shadows" e "You Can Choose the Side of Darkness", todas de autoria de Eduardo Falaschi. A banda se projetou rapidamente no cenário da cidade de Santos e, em 1993, partiriam para São Paulo, onde assinaram com a gravadora Army Records e lançaram seu primeiro álbum, intitulado Eyes of Time, com quatro músicas de autoria de Falaschi: "Eyes of Time", "Run from the Fire", "Lives So Close" e "The Shadows"[carece de fontes?] (lançada na segunda demo tape da banda).
Em janeiro de 1994, Edu se inscreveu no concurso promovido pelo grupo Iron Maiden para substituir o vocalista Bruce Dickinson. O cantor foi um dos selecionados no Brasil e no mundo, chegando a manter contato com Dick Bell, diretor de produção da Iron Maiden Holding. Ao mesmo tempo, iniciava seus estudos superiores de Propaganda e Marketing.
Deixou a banda Mitrium em agosto de 1994. Ainda assim, gravou um EP com a banda Opium, com 8 músicas.

### Venus e Symbols
Em 1998, foi convidado pelos músicos do grupo Symbols of Time, liderado pelo seu irmão, Tito Falaschi, para produzir o primeiro CD da banda. Antes do início da pré-produção, um dos guitarristas, o baixista e o baterista originais deixaram o grupo. Foram convocados três novos membros e a banda iniciou as gravações do disco em julho de 1998. Após a produção, Eduardo assumiu o posto de vocalista, enquanto Tito Falaschi passou a ser baixista do grupo, que passaria a se chamar apenas Symbols. Paralelamente, Edu participou do álbum Ordinary Existence da banda Venus, como cantor, arranjador e produtor de voz. O álbum do grupo Symbols, que leva o mesmo nome do grupo, foi lançado ainda em 1998.
Em 2000, o grupo lançou mais um álbum, intitulado Call To The End, com relativo sucesso de vendas no Brasil e no exterior.
Em agosto de 2000, Edu aceitou o convite para realizar o teste para o posto de vocalista do Angra, anteriormente ocupado por Andre Matos.

### Entrada no Angra
Em janeiro de 2001, Tito Falaschi, baixista do Symbols e irmão de Edu, e Rodrigo Arjonas, guitarrista do grupo, deixam a banda. Poucos meses depois, em 1º de abril, Edu Falaschi foi efetivado como vocalista do Angra, junto a dois novos integrantes (Felipe Andreoli, baixista do grupo paulista Karma, e Aquiles Priester, baterista do grupo gaúcho Hangar). O cantor se dispõe a continuar com o Symbols, porém, os integrantes deste decidiram deixar a banda e, com isso, Edu encerrou as atividades do Symbols passa a se dedicar integralmente ao Angra.[carece de fontes?]
Edu Falaschi gravou a versão brasileira das músicas "Pegasus Fantasy" e "Blue Forever" para a série animada japonesa Os Cavaleiros do Zodíaco e da música "Never" para o Prólogo do Céu, filme do mesmo anime. Todas da banda japonesa Make-Up.

### Projeto Almah e saída do Angra
Em 2006, Edu Falaschi lançou seu primeiro projeto solo, o álbum Almah, lançado pelas gravadoras JVC Records e AFM Records. O projeto contou com a participação de três renomados músicos do metal mundial: os finlandeses Emppu Vuorinen (guitarrista do Nightwish) e Lauri Porra (baixista do Stratovarius) e o estadunidense Casey Grillo, baterista do Kamelot.
Com o tempo, o Almah passou a ser uma banda, tendo como integrantes os guitarristas Marcelo Barbosa e Paulo Schroeber, o baixista Felipe Andreoli (membro do Angra e do Karma) e o baterista Marcelo Moreira. Com esta formação, o grupo gravou o álbum Fragile Equality, lançado em setembro de 2008.
Em 2011, o Almah gravou outro álbum intitulado Motion. Neste ano, Edu Falaschi foi eleito o melhor vocalista de 2010 pela revista Roadie Crew e com o CD Motion a banda saiu em turnê. Posteriormente, Felipe Andreoli deixou o Almah para dedicar-se inteiramente ao Angra e o guitarrista Paulo Schroeber se afastou da banda por motivos de saúde e mais tarde, em 2014, veio a morrer.
Em 24 de maio de 2012, Edu publicou uma nota anunciando sua saída do Angra para se dedicar a sua então banda Almah. O último grande show de Edu com o Angra foi no Rock in Rio de 2011, onde depois de alguns meses Edu Falaschi anunciou sua saída da banda, que foi motivada por diversas desavenças dentro do grupo, somadas a sérios problemas de saúde causados por refluxo gástrico, doença comum em cantores que utilizam muito o apoio do diafragma.
Além de seu problema de refluxo, o qual Edu apontou como causador de performances pouco satisfatórias, ele também revelou que se sentia pressionado pelas constantes comparações com Andre Matos, ex-vocalista do Angra, mesmo após ter lançado álbuns de grande sucesso com a banda. Em entrevista à revista Rolling Stone Brasil, em 2012, ele disse que se sentia mais à vontade no Almah pois não tinha que "cantar músicas muito agudas como aquelas dos tempos do Andre".

### Retomada pós Angra
Depois de algum tempo longe dos palcos para tratamento, Edu Falaschi voltou a tocar no Rock in Rio em 2013, dessa vez com sua banda Almah, e ainda em 2013 a banda lançou mundialmente o quarto CD, chamado Unfold, já com o baixista Raphael Dafras e o guitarrista Gustavo de Pádua, que apenas gravou o álbum, sendo substituído por Diogo Mafra. O disco teve melhor repercussão dentre todos os CDs da banda, possibilitando o Almah a fazer sua primeira turnê mundial, passando pela Europa, Brasil, América do Sul e Estados Unidos.
Em 2015, participou de um show com canções da franquia Os Cavaleiros do Zodíaco, ao lado de Larissa Tassi, Ricardo Cruz e Rodrigo Rossi.
Após um ano de turnê e cerca de cinquenta shows pelo mundo, lança pelo Almah em setembro de 2016 o novo álbum chamado E.V.O.. O álbum foi eleito pelos leitores da revista Roadie Crew como melhor disco de Metal Nacional de 2016.
Após o lançamento do disco, a banda entrou em uma pausa.

### Moonlight
Em março de 2016, Edu Falaschi surpreendeu a todos e lançou o álbum Moonlight, com versões acústicas dos maiores sucessos de sua carreira, comemorando seus 25 anos de trabalho. O álbum traz arranjos emocionantes, no formato piano, violão, voz e quarteto de cordas. Como linha central, Edu convidou o pianista Tiago Mineiro, importante músico da cena brasileira, e o maestro Adriano Machado para os arranjos de cordas. O álbum ainda conta com as participações especiais de Derico (flautas e sax) e Sandami (percussão). O trabalho é uma viagem em grande estilo pela carreira de Edu.
Em 2020, estava planejada a realização da “Moonlight Celebration Tour”, que foi interrompida pela pandemia do COVID-19.
Em março de 2017, foi lançada a coletânea Ballads, com algumas das principais músicas lentas já compostas pelo artista nos seus mais de 25 anos de carreira.

### "Rebirth of Shadows Tour" e "Temple of Shadows – In Concert"
Em junho de 2017, Edu anunciou a nova turnê, chamada "Angra Years". Após notificação extrajudicial, mudou o nome para "Rebirth of Shadows Tour". A banda de apoio teve Aquiles Priester (bateria – Hangar, Tony Macalpine, Noturnall), Fábio Laguna (teclado – Hangar), Diogo Mafra e Raphael Dafras (guitarra e baixo - Almah) e Roberto Barros. A turnê histórica contou com sucessos dos álbuns Rebirth, Hunters and Prey, Temple of Shadows, Aurora Consurgens e Aqua. Após o grande sucesso, a turnê foi retomada em dezembro, e teve 23 apresentações, passando pelo Brasil todo.
Em março de 2019, iniciou a turnê "Temple of Shadows – In Concert" pelo Brasil. Em maio do mesmo ano, gravou na casa Tom Brasil o DVD Temple of Shadows – In Concert, com as participações especiais da Orquestra Bachiana Filarmônica, regida pelo maestro João Carlos Martins; Michael Vescera (ex-Obsession), Sabine Edelsbacher (vocalista da banda Edenbridge), Kai Hansen (vocalista do grupo Helloween), Tiago Mineiro e Guilherme Arantes. Em maio de 2020, o DVD e Blu-Ray foi lançado no Japão, ficando em primeiro lugar como um dos produtos mais vendidos da Amazon Japão. O trabalho não foi lançado oficialmente no Brasil naquele momento, por problemas legais.

No início de 2020, realizou a turnê acústica Moonlight Celebration, que passou por várias cidades brasileiras e, em algumas apresentações, contou com a participação de Daniel Diau, vocalista da banda de forró Calcinha Preta, banda que fez uma versão em português de “Bleeding Heart”, música do Angra, em 2003.

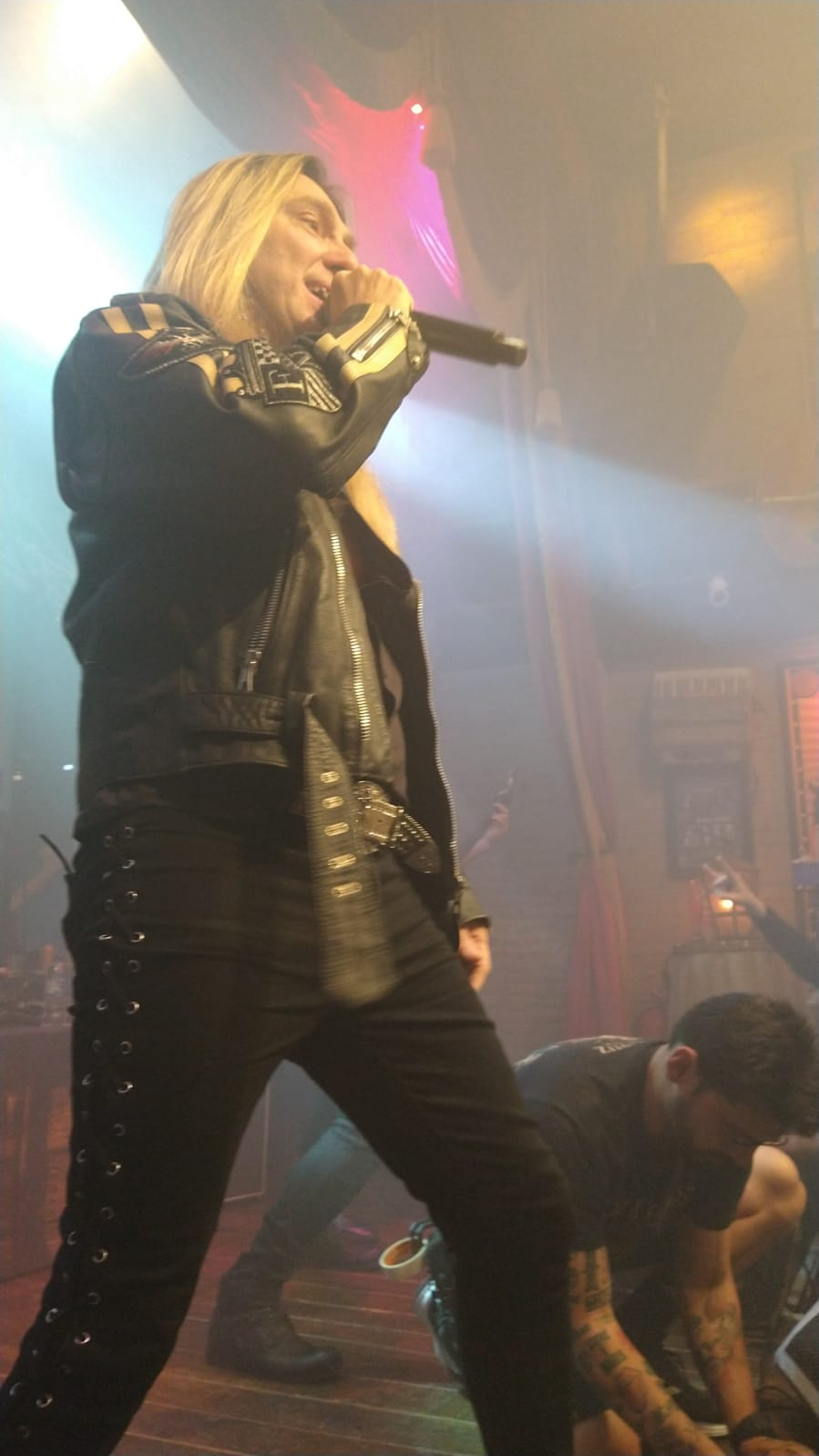
Edu em Goiânia durante a Turnê Vera Cruz, em 2022.

### Vera Cruz
No final de 2020, no estúdio Nas Nuvens, Edu iniciou a gravação do seu novo álbum autoral. O álbum foi produzido pelo próprio Falaschi e coproduzido por Thiago Bianchi, e banda formada pelos músicos Aquiles Priester (bateria), Diogo Mafra (guitarra), Fabio Laguna (teclados), Raphael Dafras (baixo) e Roberto Barros (guitarra). Os convidados especiais foram Elba Ramalho e Max Cavalera.
Lançado em maio de 2021 pela gravadora MS Metal Records, o álbum Vera Cruz é conceitual, ambientado entre Brasil e Portugal nos tempos do descobrimento da Ilha de Vera Cruz pelos colonizadores lusitanos. Foi mixado e masterizado na Europa pelo produtor Dennis Ward.
Após pouco mais de um mês de seu lançamento, Vera Cruz atingiu a marca de 2 milhões de streams somente no Spotify. Vera Cruz foi eleito o melhor álbum do ano de 2021 pela revista Roadie Crew e Falaschi o Melhor Vocalista.
Em agosto de 2022 ele iniciou a turnê Vera Cruz, que passou por Japão, Chile e Argentina e encerrou em janeiro de 2023, em São Paulo, no Tokio Marine Hall, com participações da Orquestra Sinfônica Jovem de Artur Nogueira – regida pelo Maestro Ricardo Michelino -, Christian Passos (Wizards), Tito Falaschi e Rodrigo Arjonas (Symbols) e Andria Busic.
Em março de 2023, se apresenta na abertura dos shows das bandas Def Leppard e Mötley Crüe, no Allianz Parque, em São Paulo.

### Eldorado
Em agosto de 2023, lançou seu novo álbum de estúdio, intitulado Eldorado, que contou com participações especiais de José Andrëa (da banda espanhola Mago De Oz), Sara Curruchich (uma cantora indígena Maia) e o violonista Fábio Lima. O primeiro single do álbum foi “Tenochtitlán”, que ganhou videoclipe em 3D e foi anunciado na Times Square, em Nova Iorque.
Já em agosto, iniciou a Eldorado World Tour, com shows no Brasil, Japão e México.
Em 2024, apresenta a turnê Rebirth Live In SP Revisited, que celebrou os 20 anos do DVD Rebirth Live In SP, lançado com o Angra no início dos anos 2000.
Em outubro de 2024, lançar a coletânea Ballads II, com as baladas mais marcantes do cantor, além da inédita "Leaving The Light", gravada com a banda Venus em 1998.
Em março de 2025, a Ubisoft Brasil lançou a música "Strike as One", composta por Edu especialmente para a campanha de lançamento do jogo Assassin’s Creed Shadows, ambientado no Japão feudal. No mesmo mês, o guitarrista Roberto Barros deixa a banda de Edu, após quase 8 anos de parceria.
Em comemoração ao lançamento oficial do DVD Temple Of Shadows In Concert no Brasil e aos 20 anos do icônico álbum Temple of Shadows, entre os meses de junho e agosto de 2025, Falaschi realizou a Temple of Shadows in Concert Tour 2025.

## Discografia
Mitrium
- Eyes of Time (1994)

Venus
- Ordinary Existence (1997)

Symbols
- Symbols (1997)
- Call to the End (2000)

Angra
- Rebirth (2001)
  - "Acid Rain" (2001) - single
  - "Hunters and Prey" (2002) - EP
  - "Rebirth World Tour – Live in São Paulo" (2001) - Ao Vivo
- Temple of Shadows (2004)
  - "Wishing Well" (2004) - Single
- Aurora Consurgens (2006)
- Aqua (2010)
  - "Arising Thunder" (2010) - Single

Almah
- Almah (2006)
- Fragile Equality (2008)
- Motion (2011)
- Unfold (2013)
- E.V.O (2016)

Solo
- Moonlight (2016)
- Ballads (2017)
- The Glory of Sacred Truth (2018)
- Temple Of Shadows In Concert - Ao Vivo (2020)
- Vera Cruz (2021)
- Eldorado (2023)

## Prêmios

### Melhores do Ano -Roadie Crew
| Ano  | Categoria          | Indicação                    | Resultado |
| ---- | ------------------ | ---------------------------- | --------- |
| 2010 | Vocalista Nacional |                              | Venceu    |
| 2016 | Álbum Nacional     | E.V.O                        | Venceu    |
| 2016 | Vocalista Nacional |                              | Venceu    |
| 2018 | Vocalista Nacional |                              | Venceu    |
| 2020 | Vocalista Nacional |                              | Venceu    |
| 2020 | Álbum Nacional     | Temple of Shadows in Concert | Venceu    |
| 2020 | DVD Nacional       | Temple of Shadows in Concert | Venceu    |
| 2021 | Álbum Nacional     | Vera Cruz                    | Venceu    |
| 2021 | Vocalista Nacional |                              | Venceu    |
| 2023 | Vocalista Nacional |                              | Venceu    |